# Kokichi Mikimoto

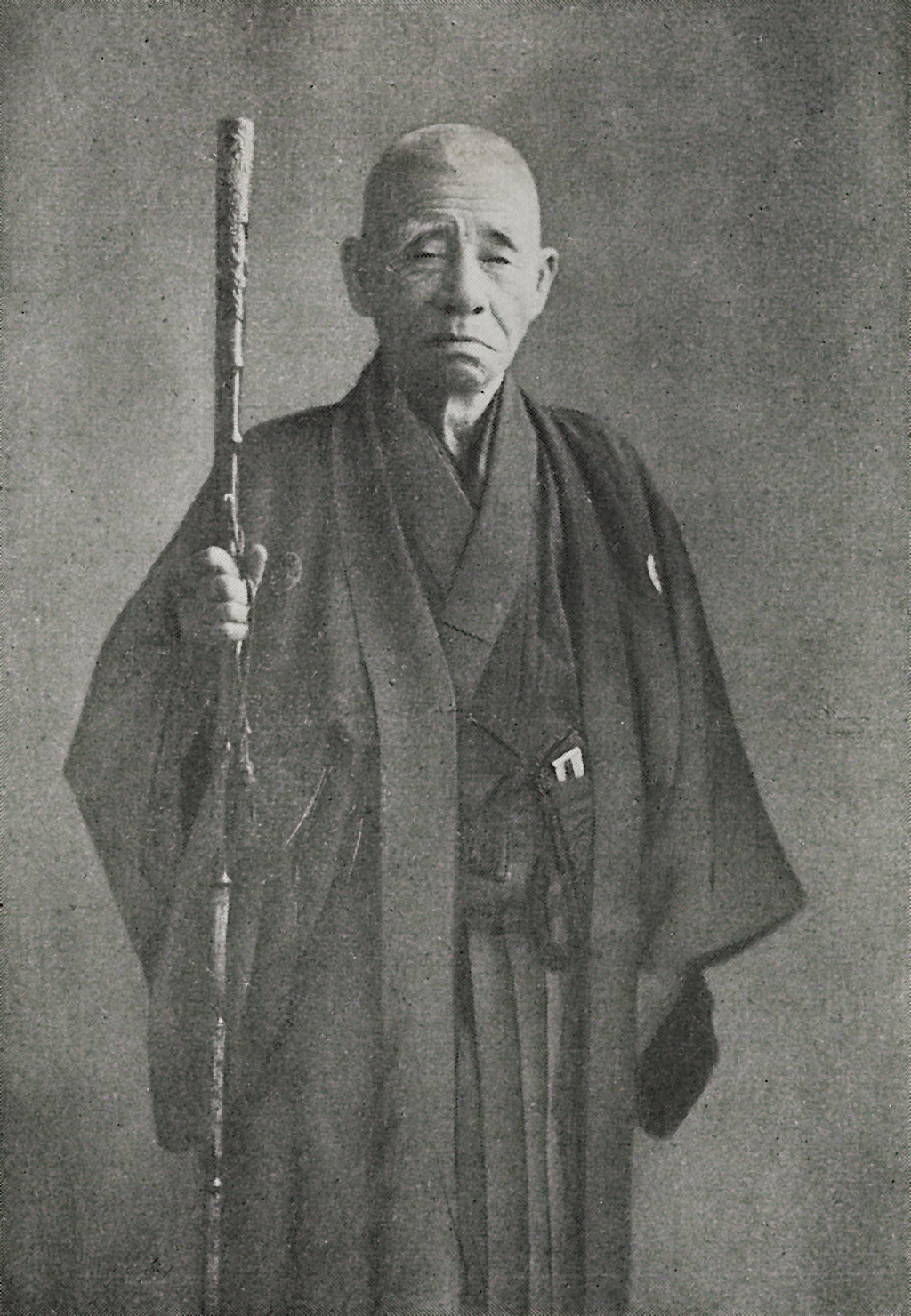
Kokichi Mikimoto (1932)

Der Japaner Kokichi Mikimoto (japanisch 御木本 幸吉 Mikimoto Kōkichi; * 10. März 1858; † 21. September 1954) war in den frühen 1920er Jahren der Erste, dem es gelang, vollrunde Zuchtperlen (Akoya) zu produzieren und auf den Markt zu bringen.

## Biografie
Mikimoto war Sohn eines Nudelrestaurant-Besitzers in Toba, Provinz Shima heutige Präfektur Mie und verließ die Schule bereits mit 13 Jahren, um das Einkommen seiner Familie als Gemüseverkäufer aufzubessern. Die Beobachtung der Perlentaucherinnen von Ise weckte seine Faszination für Perlen. Im Jahr 1888 erhielt er ein Darlehen, um zusammen mit seiner Frau Ume seine erste Perlenzuchtfarm zu eröffnen. Am 11. Juli 1893 – nach vielen Rückschlägen und einem Beinahe-Bankrott – war die erste Zuchtperle vorzuweisen. Mikimoto brauchte jedoch noch weitere zwölf Jahre, um vollkommen runde Zuchtperlen zu erhalten, die von den Naturperlen nicht mehr zu unterscheiden waren.
Ihm wurde eine Zeitlang vorgeworfen, seine Perlen seien nur Imitationen echter Perlen, bis es schließlich wissenschaftlich bestätigt wurde, dass sie sich nicht von natürlichen Perlen unterscheiden.
Im Jahr 1899 eröffnete Mikimoto seinen ersten Perlenladen in Ginza in Tokio. Von da an expandierte sein Geschäft auch im Ausland. 2005 errichtete der japanische Architekt Toyo Ito auf dem lediglich 250 m² großen Grundstück das Gebäude Mikimoto Ginza 2.
Bis heute erinnert die ständige Ausstellung im Mikimoto Memorial Hall auf der Museums-Insel Mikimoto Pearl Island in Toba an den erfolgreichen Perlenzüchter.